# 刘光复 (1945年)
刘光复（1945年7月—），汉族，辽宁开源人，中华人民共和国政治人物、第十一届全国政协委员。
加入中国民主同盟，担任十一届全国政协常务委员、民盟中央常委、安徽省委主委。2008年，当选第十一届全国政协常务委员，代表中国民主同盟，分入第六组。